# General Cup 2014
General Cup 2014 – szósta edycja turnieju nierankingowego, który został rozegrany w dniach 12-18 października 2014 w General Snooker Club w Hongkongu.

## Nagrody
|                          | Nagroda   |
| ------------------------ | --------- |
| Zwycięzca                | 120 000 $ |
| Finalista                | 60 000 $  |
| Półfinalista             | 40 000 $  |
| Trzecie miejsce w grupie | 25 000 $  |
| Czwarte miejsce w grupie | 20 000 $  |
| Runda dzikich kart       | 20 000 $  |
| Break stupunktowy        | 2 000 $   |
| Najwyższy break          | 20 000 $  |
| Break maksymalny         | 367 000 $ |

1. ↑  Nagroda za break maksymalny zawiera $147 000 oraz inkrustowany diament wartości $220 000.

## Runda dzikich kart
Mecz zawodników z dziką kartą odbył się w Hongkongu 12 października 2014 roku.
| Mecz |             | Wynik |             |
| ---- | ----------- | ----- | ----------- |
| DK1  | Liang Wenbo | 6-4   | Lin Yongzhi |

## Rezultaty

### Faza grupowa

#### Grupa A
| Poz. | Zawodnik     | M | Z | FW | FP | R  | Pkt |
| ---- | ------------ | - | - | -- | -- | -- | --- |
| 1    | Mark Davis   | 3 | 2 | 11 | 5  | +6 | 2   |
| 2    | Joe Perry    | 3 | 2 | 8  | 7  | +1 | 2   |
| 3    | Jimmy White  | 3 | 1 | 9  | 11 | -2 | 1   |
| 4    | Ricky Walden | 3 | 1 | 5  | 10 | -5 | 1   |

- Joe Perry 0–4 Mark Davis
- Ricky Walden 4–2 Jimmy White
- Mark Davis 3-4 Jimmy White
- Joe Perry 4–0 Ricky Walden
- Ricky Walden 1–4 Mark Davis
- Joe Perry 4–3 Jimmy White

#### Grupa B
| Poz. | Zawodnik        | M | Z | FW | FP | R  | Pkt |
| ---- | --------------- | - | - | -- | -- | -- | --- |
| 1    | Shaun Murphy    | 3 | 3 | 12 | 4  | +8 | 3   |
| 2    | Allister Carter | 3 | 2 | 9  | 7  | +2 | 2   |
| 3    | Liang Wenbo     | 3 | 1 | 7  | 11 | -4 | 1   |
| 4    | Marco Fu        | 3 | 0 | 6  | 12 | -6 | 0   |

- Shaun Murphy 4–1 Liang Wenbo
- Marco Fu 1–4 Allister Carter
- Shaun Murphy 4–1 Allister Carter
- Marco Fu 3–4 Liang Wenbo
- Allister Carter 4–2 Liang Wenbo
- Shaun Murphy 4–2 Marco Fu

### Runda finałowa
|  |                        |                        |                        |              |   |                     |                     |                     |
|  | Półfinał Do 6 frame'ów | Półfinał Do 6 frame'ów | Półfinał Do 6 frame'ów |              |   | Finał Do 7 frame'ów | Finał Do 7 frame'ów | Finał Do 7 frame'ów |
|  | Półfinał Do 6 frame'ów | Półfinał Do 6 frame'ów | Półfinał Do 6 frame'ów |              |   | Finał Do 7 frame'ów | Finał Do 7 frame'ów | Finał Do 7 frame'ów |
|  |                        |                        |                        |              |   |                     |                     |                     |
|  |                        |                        |                        |              |   |                     |                     |                     |
|  | Anglia                 | Mark Davis             | 2                      |              |   |                     |                     |                     |
|  | Anglia                 | Mark Davis             | 2                      |              |   |                     |                     |                     |
|  | Anglia                 | Allister Carter        | 6                      |              |   |                     |                     |                     |
|  | Anglia                 | Allister Carter        | 6                      |              |   | Anglia              | Allister Carter     | 7                   |
|  |                        |                        |                        |              |   | Anglia              | Allister Carter     | 7                   |
|  |                        |                        | Anglia                 | Shaun Murphy | 6 |                     |                     |                     |
|  | Anglia                 | Shaun Murphy           | Anglia                 | Shaun Murphy | 6 | 6                   |                     |                     |
|  | Anglia                 | Shaun Murphy           |                        |              |   |                     |                     |                     |
|  | Anglia                 | Joe Perry              | 5                      |              |   |                     |                     |                     |
|  | Anglia                 | Joe Perry              | 5                      |              |   |                     |                     |                     |
|  |                        |                        |                        |              |   |                     |                     |                     |

## Finał
| Finał: Do 7 wygranych frame'ów · General Snooker Club, Hongkong, Hongkong, 18 października 2014 · Sędzia: Anthony Lau                 |                    |              |
| Allister Carter | 7 – 6              | Shaun Murphy |
| 70-15, 81-61 (68, 61), 42-65, 28-62 (59), 115-0 (112), 0-90 (90), 6-66, 46-68, 75-14 (69), 99-0 (99), 29-59 (54), 101-25 (101), 77-26 |                    |              |
| 112 | Najwyższy break    | 90           |
| 2 | Breaki stupunktowe | –            |
| 5 | Breaki 50-punktowe | 4            |

### Breaki stupunktowe turnieju
- 144, 101  Shaun Murphy
- 139, 112, 105, 101  Allister Carter
- 136, 115, 104  Joe Perry
- 120, 107  Liang Wenbo
- 110, 104  Mark Davis
- 108  Jimmy White